# Línea 37 (EMT Málaga)

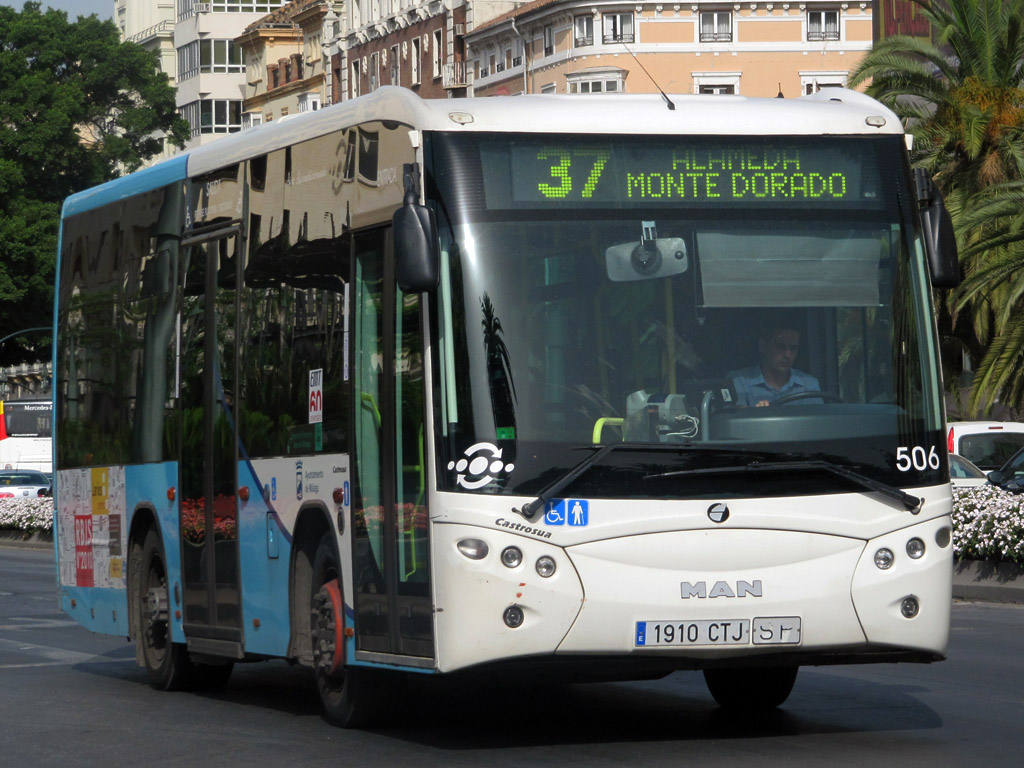
Autobús de la línea 37 a su paso por la Plaza de la Marina

La línea 37 de la EMT de Málaga es actualmente lo que se conoce como una línea capilar, ya que tiene una escasa afluencia de público. Por eso se opera exclusivamente con minibuses.
Opera entre el Camino del Colmenar (Montes de Málaga) y la Alameda Principal, aunque también da servicio a Pinares de Olletas, el norte de El Limonar a través del Camino de los Almendrales y el Campus de El Ejido.

## Historia
La historia de esta línea está estrechamente ligada a la de la Línea 1, ya que hasta 2004 compartía con esta gran parte de su recorrido. En un principio bajaba por el Camino del Colmenar, desviándose primero a Pinares de Olletas para volver a esta calle y recorrerla entera hasta la Plaza de Olletas, donde se unía a la Línea 1 para bajar Cristo de la Epidemia, Victoria, Alcazabilla y finalmente acabar en Postigo de los Abades. De una manera similar lo hacía en la vuelta.
En 2002 se realiza la peatonalización de Alcazabilla, por lo que la línea se desvía por el Parque y pasa a establecer su cabecera en el lateral sur de la Alameda, en la actual cabecera de las líneas 21 y 38.
En 2004 se realiza el primer cambio de importancia. La línea a la ida se desvía por Gordón una vez baja por Cristo de la Epidemia para dar servicio al Campus de El Ejido, donde realiza una parada, para después dar la vuelta en la Plaza del Maestro Artola y bajar por Tejeros, donde realiza una parada en el cruce de ésta con Cristo de la Epidemia. A la vuelta, el autobús sigue por calle Gordón, realiza la parada en el mismo sitio que la ida, y baja por Miguel Bueno Lara para incorporarse a Alameda de Capuchinos, donde para en las paradas a su paso.
En 2008 se remodela la calle Olletas, que pasa a ser de tres carriles por sentido, y se anulan las paradas de Plaza de Olletas y Toquero, ya que la línea se desvía por la nueva y remodelada calle.
En 2011 se produce un nuevo desvío, en el que la línea sentido Alameda se desvía por Escritor Antonio Ramos y la Avenida Manuel Gorría.
En 2013 se prolonga unos metros su recorrido junto al de otras líneas y establece su cabecera en el lateral sur de la Avenida de Andalucía, enfrente de El Corte Inglés.

## Características
Al estar la línea localizada en una zona de la ciudad, su uso está bien definido, y es el de subida a Camino del Colmenar o el de complemento a las líneas 1 y Circular. Por tanto, únicamente comparte parada con las líneas 1, C1 y C2, sin contar por supuesto el recorrido común por Parque y Alameda.

## Horario
R: Con servicio en Residencia Santa Clara

### Laborables
| 7     | 8     | 9         | 10    | 11 | 12    | 13     | 14    | 15        | 16    | 17    | 18    | 19     | 20 | 21 |
| 30 50 | 10 35 | 00 20R 50 | 20 55 | 30 | 10 45 | 20R 45 | 15 40 | 00 25 50R | 10 30 | 00 35 | 10 45 | 20 55R | 30 | 05 |

| 7        | 8        | 9     | 10    | 11 | 12    | 13 | 14        | 15    | 16     | 17    | 18    | 19 | 20  | 21 |
| 05 20 35 | 00 25 45 | 10 50 | 25 55 | 30 | 10 45 | 25 | 00R 20 45 | 15 35 | 00 30R | 05 35 | 10 45 | 20 | 30R | 00 |

### Sábados
| 8  | 9   | 10 | 11 | 12 | 13  | 14 | 15 | 16  | 17 | 18 | 19 | 20  |
| 35 | 25R | 30 | 30 | 30 | 30R | 30 | 25 | 20R | 15 | 10 | 05 | 00R |

| 8  | 9  | 10  | 11 | 12 | 13 | 14  | 15    | 16  | 17 | 18 | 19 | 20  |
| 10 | 00 | 00R | 00 | 00 | 00 | 00R | 00 55 | 50R | 45 | 40 | 35 | 30R |

### Festivos
| 9  | 10 | 11 | 12 | 13  | 14 | 15 | 16  | 17 | 18 | 19 | 20  |
| 00 | 30 | 30 | 30 | 30R | 30 | 25 | 15R | 15 | 10 | 05 | 00R |

| 8  | 9  | 11 | 12 | 13 | 14  | 15    | 16  | 17 | 18 | 19 | 20  |
| 30 | 30 | 00 | 00 | 00 | 00R | 00 55 | 45R | 45 | 40 | 35 | 30R |

## Recorrido

### Ida
La línea comienza en el Camino del Colmenar, a la altura del Residencia Santa Clara, en sentido Málaga. Hay que comentar que sólo algunos hacen la salida desde aquí, la mayoría no llegan a este punto y se quedan en Monte Dorado, algo más abajo. De todas maneras, el recorrido sigue la calle hasta alcanzar la calle Escritor Antonio Ramos, por la que se desvía y realiza dos paradas. Al alcanzar la Avenida Pascueros, el autobús la toma en sentido sur hasta una rotonda, donde continúa por Avenida Manuel Gorría, donde para. Al final de la calle vuelve al Camino del Colmenar, y en su bajada se encuentra con otra parada, la última de la calle antes de la Plaza de Olletas. El descenso continúa, en esta ocasión por Cristo de la Epidemia, donde para, hasta calle Gordón, a la que gira para alcanzar el Campus de El Ejido. Giro de 360° en la Plaza Maestro Artola y vuelta a bajar en esta ocasión por la calle Tejeros, en la que para al alcanzar de nuevo Cristo de la Epidemia. Sigue de nuevo por ésta hasta llegar a la Plaza de la Victoria, donde para. El recorrido continúa por la calle Victoria y por el Túnel de la Alcazabilla. Finalmente atraviesa el Parque, haciendo tres paradas, y encara la Alameda por el lateral norte parando en Larios. Tras una modificación del recorrido efectiva desde el 23 de marzo de 2013, ahora atraviesa la Alameda y realiza un cambio de sentido en la Plaza Manuel Alcántara para encontrar su cabecera en el lateral sur de la Avenida de Andalucía.
| Parada                                   | Código de Parada | Conexión EMT         | Conexión otras redes |
| ---------------------------------------- | ---------------- | -------------------- | -------------------- |
| Camino Colmenar - Residencia Santa Clara | 3720             | 37                   |                      |
| Camino Colmenar - Peinado Grande         | 3760             | 37                   |                      |
| Camino Colmenar - Peinaillo              | 3761             | 37                   |                      |
| Camino Colmenar - Monte Dorado           | 3751             | CABECERA 37          |                      |
| Cuesta Tasara                            | 3752             | 37                   |                      |
| Camino Colmenar - Los Antonios           | 3753             | 37                   |                      |
| Escritor Antonio Ramos - Colegio         | 3755             | 37                   |                      |
| Escritor Antonio Ramos                   | 3756             | 37                   |                      |
| Avenida Manuel Gorría - Rotonda          | 3757             | 37                   |                      |
| Avenida Manuel Gorría                    | 3758             | 37                   |                      |
| Camino Colmenar - Olletas                | 3759             | 37                   |                      |
| Cristo de la Epidemia - Fuente Olletas   | 159              | 1, 37, C1            |                      |
| Plaza Maestro Artola                     | 3762             | 37                   |                      |
| Tejeros                                  | 3763             | 37                   |                      |
| Plaza de la Victoria                     | 161              | 1, 36, 37, C1        |                      |
| Plaza de la Merced                       | 170              | 1, 36, 37, C1        |                      |
| Paseo del Parque - Ayuntamiento          | 163              | 1, 14, 36, 37, C1    |                      |
| Paseo del Parque                         | 164              | 1, 4, 14, 25, 36, 37 |                      |
| Paseo del Parque - Plaza de la Marina    | 1803             | 1, 4, 14, 25, 36, 37 |                      |
| Alameda Principal Norte - Larios         | 166              | 1, 37, C1            |                      |
| Avenida de Andalucía                     | 3722             | 37                   |                      |

### Vuelta
Tras la espera de rigor en la cabecera, la línea sale y llega a la Alameda, donde hace dos paradas, y por el Parque, donde hace tres. A la altura de la Plaza General Torrijos toma la salida hacia el túnel de la Alcazabilla para atravesarlo y encarar la calle Victoria, en la que para a la altura de la Plaza de la Merced.
Al final de esta calle realiza un leve giro a la izquierda para continuar por el Compás de la Victoria, y al final un doble giro izquierda-derecha para encarar Fernando el Católico. A la altura de la calle Gordón, gira a ésta y la sigue hasta el final, hasta llegar a la Plaza Maestro Artola, en el campus de El Ejido. En esta ocasión continúa calle abajo para seguir su recorrido por la Alameda de capuchinos hasta la Plaza de Olletas, donde toma la salida del Camino del Colmenar. Tras la parada de Olletas, toma esta calle a la derecha para atravesar el Camino de los Almendrales, dar la vuelta en la rotonda del final, y volver al punto de origen, para ya sí encarar de nuevo el Camino del Colmenar hacia una de sus dos cabeceras, en Monte Dorado o en la Residencia Santa Clara.
| Parada                                          | Código de Parada | Conexión EMT       | Conexión otras redes |
| ----------------------------------------------- | ---------------- | ------------------ | -------------------- |
| Avenida de Andalucía                            | 3722             | 37                 |                      |
| Alameda Principal Sur                           | 101              | 1, 37              |                      |
| Alameda Principal Sur                           | 1253             | 1, 37, CABECERA C2 |                      |
| Paseo del Parque - Marina                       | 116              | 1,37,C2            |                      |
| Paseo del Parque - Ayuntamiento                 | 117              | 1,37, C2           |                      |
| Paseo del Parque - Torrijos                     | 1201             | 1,14, 37, C2, N2   |                      |
| Victoria                                        | 103              | 1,36, 37, C2, N2   |                      |
| Compás de la Victoria                           | 104              | 1,37,C2, N2        |                      |
| Fernando el Católico                            | 105              | 1,37,C2, N2        |                      |
| Plaza Maestro Artola                            | 3762             | 37                 |                      |
| Alameda de Capuchinos - El Ejido                | 157              | 1, 37, C1          |                      |
| Alameda de Capuchinos                           | 158              | 1, 37, C1          |                      |
| Plaza de Olletas                                | 3714             | 37                 |                      |
| Olletas - Camino Colmenar                       | 3721             | 37                 |                      |
| Camino de los Almendrales - Seminario           | 3703             | 37                 |                      |
| Camino de los Almendrales - Bloque de Viviendas | 3704             | 37                 |                      |
| Camino de los Almendrales - Sierra Blanquilla   | 3705             | 37                 |                      |
| Camino de los Almendrales - Bloque de Viviendas | 3706             | 37                 |                      |
| Camino de los Almendrales - Seminario           | 3707             | 37                 |                      |
| Olletas - Camino Colmenar                       | 3709             | 37                 |                      |
| Camino del Colmenar                             | 3710             | 37                 |                      |
| Camino del Colmenar - Santa Amalia              | 3711             | 37                 |                      |
| Camino del Colmenar - Los Antonios              | 3712             | 37                 |                      |
| Cuesta Tasara                                   | 3713             | 37                 |                      |
| Camino del Colmenar - Monte Dorado              | 3717             | 37                 |                      |

| Parada                                       | Código de Parada | Conexión EMT | Conexión otras redes |
| -------------------------------------------- | ---------------- | ------------ | -------------------- |
| Camino del Colmenar - Peinaíllo              | 3718             | 37           |                      |
| Camino del Colmenar - Peinado Grande         | 3719             | 37           |                      |
| Camino del Colmenar - Residencia Santa Clara | 3720             | 37           |                      |